# Coalición Democrática (Hungría)
La Coalición Democrática (en húngaro: Demokratikus Koalíció, DK) es un partido político socioliberal de Hungría dirigido por el ex primer ministro Ferenc Gyurcsány. Fundada en 2010 como una facción dentro del Partido Socialista (MSZP), la Coalición Democrática se separó del MSZP el 22 de octubre de 2011 y se convirtió en un partido separado. Tiene nueve diputados en la Asamblea Nacional y cuatro eurodiputados en el Parlamento Europeo.

## Historia
La Coalición Democrática fue fundada el 22 de octubre de 2010 como un grupo dentro del Partido Socialista Húngaro en Budapest. El grupo fue presidido por el ex primer ministro y líder del MSZP Ferenc Gyurcsány. Después de la derrota del MSZP en las elecciones parlamentarias de 2010 y las disputas internas del partido, Gyurcsány dejó el MSZP junto con otros nueve parlamentarios en octubre de 2011 y fundó la Coalición Democrática como un partido independiente. Csaba Molnár asumió el liderazgo del nuevo grupo parlamentario.
Para las elecciones parlamentarias de 2014, el DK compitió en la alianza electoral "Unidad" junto con el MSZP y otros partidos progresistas. El partido proporcionó 13 de los 106 candidatos directos y entró al parlamento húngaro con cuatro parlamentarios.
En las elecciones europeas de 2014, la Coalición Democrática logró dos de los 21 escaños húngaros en el Parlamento Europeo con el 9,75% de los votos. El partido se convirtió en la cuarta fuerza política del país.
El partido se presentó en solitario a las elecciones parlamentarias de 2018, con un 5.38% de los votos y 9 parlamentarios en la Asamblea Nacional.
En las elecciones europeas de 2019, la DK obtuvo grandes ganancias con un 16.08% de los votos y cuatro escaños, superando al Partido Socialista Húngaro y al Jobbik, y convirtiéndose en el primer partido de la oposición.

## Resultados electorales
| Asamblea nacional | Asamblea nacional | Asamblea nacional | Asamblea nacional   | Asamblea nacional   | Asamblea nacional | Asamblea nacional | Asamblea nacional |
| Elecciones        | # de votos lista  | % de votos lista  | # de votos distrito | % de votos distrito | # de de escaños   | +/–               | Posición          |
| ----------------- | ----------------- | ----------------- | ------------------- | ------------------- | ----------------- | ----------------- | ----------------- |
| 20141             | 1.290.806         | 25,57 % (#2)      | 1.317.879           | 26,85 % (#2)        | 4/199             |                   | Oposición         |
| 2018              | 308.068           | 5,37 % (#5)       | 348.178             | 6,28 % (#4)         | 9/199             | 5                 | Oposición         |
| 20222             | 1.947.117         | 34,46 % (#2)      | 1.983.708           | 36,90 % (#2)        | 15/199            | 6                 | Oposición         |

1 En la coalición Unidad.
2 En la coalición Unidos por Hungría.